# 欠神発作
欠神発作（けっしんほっさ、英:Absence seizure）は、てんかん全般発作の1つ。プチ・マル発作とも呼ばれる（由来は「小さな病気」を意味するフランス語のPetit malで、18世紀後半からの用語）。欠神発作は、短期間の意識喪失と再び元に戻ることを特徴とし、一般的には嗜眠状態は続かず、顕著な発作後状態がない。

## 症状
欠神発作の臨床症状は、患者により大きく異なる。意識障害は必須の症状であり、唯一の臨床症状である可能性もあるが、他の症状と組み合わさることもある。欠神発作の顕著な特徴は、突然発症する意識障害、進行中の活動の中断、空間の凝視、場合によっては短時間の視線の上向きの回転である。患者が話している最中であれば、音声が鈍化し又は中断する。歩行中であれば混乱する。何かを食べていれば、口からこぼれ落ちる。通常、患者は呼びかけに反応しなくなる。患者に呼びかけることで、発作が中断する場合もある。発作は数秒から30分続き、急激に消失する。多くの発作障害とは対照的に、欠神発作の後は、一般的に見当識障害や嗜眠（発作後の状態）は続かない。

## リスク要因
典型的な欠神発作は、過呼吸により誘発され、定型欠神発作の90%以上の人で欠神発作が起こる。この信頼性のある試験は欠神発作の診断に用いられる。欠神発作が疑われる患者には、自分の呼吸を数えながら3分間、大きく呼吸をさせる。間欠的な光刺激を与えることで、欠神発作を誘発または促進されることもある。まぶたのミオクローニアは一般的な臨床的特徴 。
欠神発作では、T-type Ca++チャネルの特定の機構に違いが存在すると考えられている。エトスクシミドは、これらの経路に特異的に有効であり、したがって他の種類の発作の治療には効果的ではない。バルプロン酸、ガバペンチンには、他の複数の機序とともにT-type Ca++チャンネルに有効なので、複数の種類の発作の治療に用いられる。ガバペンチンは、欠神発作を悪化させることもある。

## 診断
一次診断では、脳波検査（EEG)をおこなう。MRIなどの脳画像検査により、その他の疾病、脳卒中や脳腫瘍などを除外することができる。
脳波測定中には、過呼吸で発作を誘発させることも有用である。24時間にわたるEEGモニタリングは、1日当たりの発作数とそれらの最も可能性の高い発生回数を定量化することができる。
欠神発作は短時間（通常20 秒未満)で、突然の発症と終結をみる全身性てんかん発作である。欠神発作を起こしている人のそばにいても、他の人は発作を認識しないこともしばしばある。発症頻度が最も高いのは子どもで、4歳～12歳の間に最初のエピソードが起こる。これより高齢になってから発症する例は極めて少ない。 欠神発作のエピソードは、「不注意」と誤診されることが多く、1日に50〜100回発生する可能性がある。検出することは非常に困難であり、適切な診断を受ける前に数ヶ月または数年かかる場合もある。欠神発作の前後に知られている影響はない。
欠神発作には、2つの必要な要素がある:
- 臨床 - 意識障害（アブセンス、欠神）
- 脳波 -  EEGが全般性3Hz棘徐波複合を示す

欠神発作は、大きく定型と非定型に分けられる:
- 定型発作は特発性全般てんかんと、2.5 Hzより早い棘波放電を示す。接頭辞の"定型"が非定型に対して差別的であることから、"古典"と呼ぶこともある。
- 非定型発作:
  - 主に重症の症候性または潜在性のてんかんとの関連でのみ発生する。学習困難を持つ子供では、強直性、強直性およびミオクローヌス性のような他のタイプの頻繁な発作に苦しんでいる。
  - 発症と終了はそれほど急激ではなく、状態の変化がより顕著。
  - Ictal -脳波は（2.5 Hzより遅い)棘徐波。放電は不均一で、しばしば非対称的で、不規則な棘徐波の複合体。発作間際のバックグラウンド脳波は、通常、正常ではない。

### 症候群
小児欠神てんかん（ピクノレプシー、Childhood Absence Epilepsy, CAE)、ミオクロニー欠神てんかん、若年欠神てんかん、若年ミオクロニ―てんかん（Juvenile Myoclonic Epilepsy, JME）がある。他に、ジェボンズ症候群（Jeavons syndrome、瞼ミオクロニー欠神）、ファントム欠如を伴う遺伝性全般てんかん。
これらの発作は、ポルフィリン症の患者でも起こることが知られており、 ストレスやポルフィリン誘導因子によって誘発される。

## 治療
欠神発作のみの患者の治療には、バルプロ酸 またはエトスクシミドを用い、この2剤はほぼ同等の有効性があり、約75%の患者で欠神発作をコントロールできる。Lamotrigine 単剤の場合は、ほぼ半数の患者で発作を消失させる。これらは、新たに小児欠神てんかんと診断された小児において、エトスクシミド、バルプロ酸、ラモトリギンの効果を、Glauserらによって2010年に確認された。
エトスクシミドは欠神発作にのみ効果的で、 バルプロ酸 は他の発作、たとえば強直間代発作や部分発作にも有効なので、複数のタイプの発作がある患者には有効である。同様に、ラモトリギンも複数の発作、部分発作と一般発作にも有効なので、複数のタイプの発作がある患者の候補薬となる。クロナゼパム（ランドセン、リボトリール）は、短期的には有効だが、急速に耐性が発達すること、副作用の頻度の高さから、欠神発作の治療には一般的に推奨されていない。

### 禁忌薬
臨床試験と経験上、カルバマゼピン、ビガバトリン（vigabatrin）、tiagabineは、欠神発作の患者に禁忌である。特に、GABA作動薬ビガバトリンとtiagabineは、欠神発作の治療ではなく誘導をするため、てんかん重積状態をつくる。同様に、オクスカルバゼピン（oxcarbazepine）、フェニトイン、フェノバルビタール、ガバペンチン、プレガバリンは、欠神発作を悪化させることがあるので、使用できない。